# 刘坚锋
刘坚锋（1985年7月—），男，汉族。江西理工大学金属材料学专业毕业，博士研究生学历，工学博士。现任新钢集团党委副书记、总经理。

## 生平
毕业于江西理工大学金属材料工程专业，硕士研究生学历，后获得钢铁研究总院工学博士。他从江西理工大学毕业后即进入新钢集团工作，2022年任集团副总经理。2024年4月，升任新钢集团总经理。